# Гордон-Гурецкая, Антонина
Антонина Гордон-Гурецкая или Антонина Гурецкая (пол. Antonina Gordon-Górecka, Antonina Górecka; 1914—1993) — польская актриса театра, кино, радио и телевидения.

## Биография
Антонина Гордон-Гурецкая родилась 6 июня 1914 года в Кракове. Актёрское образование получила в Государственном институте театрального искусства в Варшаве, который окончила в конспирации в 1941 году. Актриса театров в Лодзи, Катовице, Кракове, Варшаве (театр «Атенеум»). Выступала в спектаклях «театра телевидения» (в 1961—1993 гг.) и в «театре Польского радио». Умерла 12 июня 1993 года в Варшаве, похоронена на кладбище «Воинское Повонзки».

## Избранная фильмография
- 1948 — Последний этап / Ostatni etap — Анна, немецкая коммунистка
- 1953 — Солдат Победы / Żołnierz zwycięstwa — рабочая
- 1953 — Приключение на Мариенштате / Przygoda na Mariensztacie — директор предприятия
- 1954 — Автобус отходит в 6.20 / Autobus odjeżdża 6:20 — Баторская, подруга Кристины в техникуме
- 1956 — Прощание с дьяволом / Pożegnanie z diabłem — Гилёва
- 1964 — Вернись, Беата! / Beata — Рыбчинская
- 1967 — Юлия, Анна, Геновефа... / Julia, Anna, Genowefa — директор Рутович
- 1973 — Секрет / Sekret — Стефания Левицкая, жена профессора
- 1975 — Директоры / Dyrektorzy — Хелена Ванадова, жена Людвика (в 3-й и 6-й серии)
- 1977 — Ритм сердца / Rytm serca — Изабелла, жена Камила
- 1986 — Приглашение / Zaproszenie — доктор Анна Гурская
- 1987 — Внутренняя жизнь / Życie wewnętrzne — мать Михала
- 1987 — Маримонтская соната / Sonata marymoncka — мать Каминьского

## Признание
- 1955 — Государственная премия ПНР 3-й ступени.
- 1955 — Золотой Крест Заслуги.
- 1968 — Награда Председателя «Комитета в дела радио и телевидение» 1-й ступени за роли в «театре Польского радио».
- 1977 — Офицерский крест Ордена Возрождения Польши.
- 1977 — Награда Председателя «Комитета в дела радио и телевидение» 1-й ступени за роли в «театре телевидения».
- 1977 — Награда Министра культуры и искусства ПНР 1-й ступени.